# Chaetomium discolor
Chaetomium discolor är en svampart som tillhör divisionen sporsäcksvampar, och som beskrevs av Karl Starbäck. Chaetomium discolor ingår i släktet Chaetomium, och familjen Chaetomiaceae. Arten är reproducerande i Sverige.